# Vapenrock m/1852

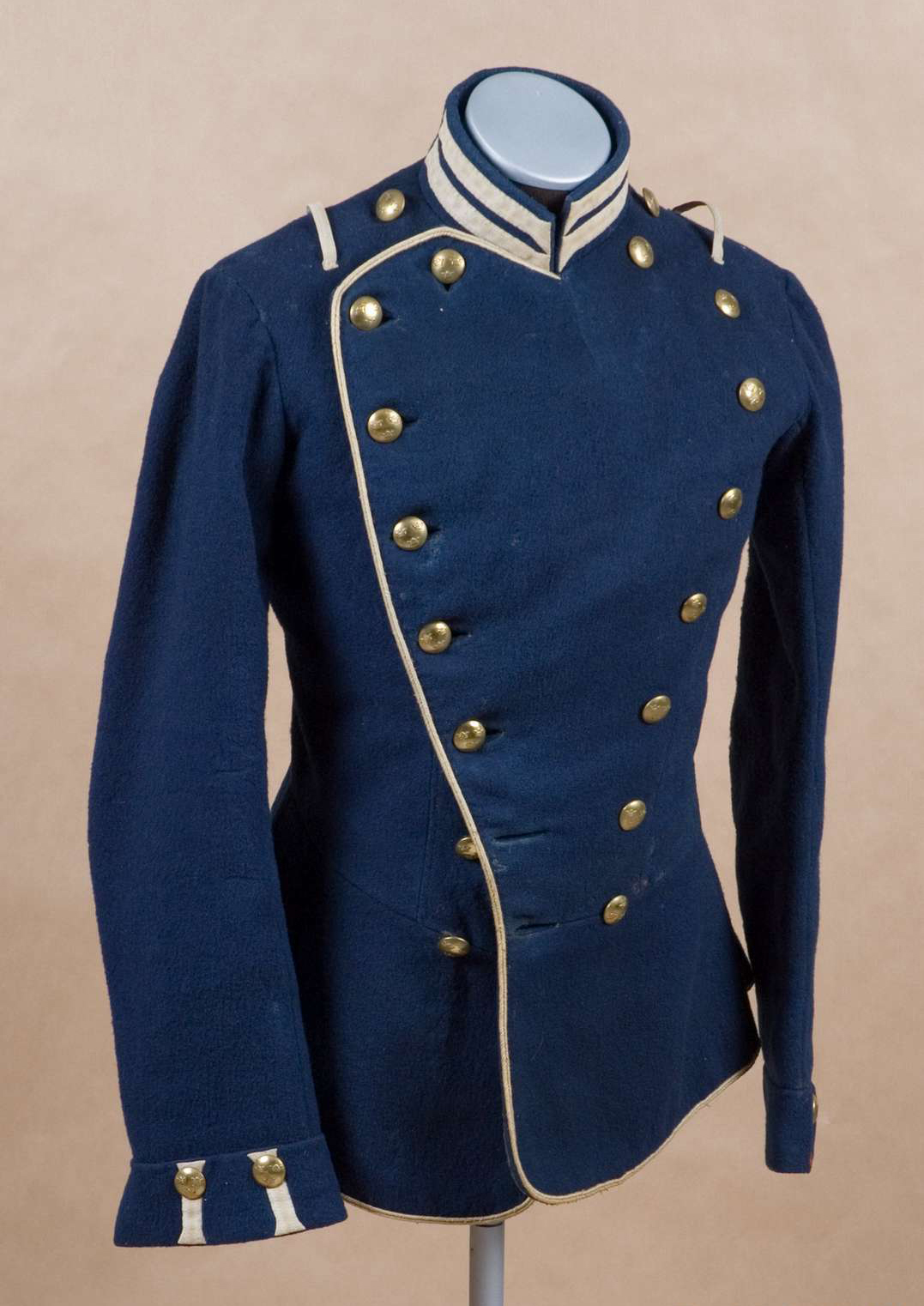
Vapenrock m/1852 för manskap vid Livgardet till häst (K 1).

Vapenrock m/1852 var en vapenrock som användes inom den svenska krigsmakten (nuvarande försvarsmakten).

## Utseende
Denna vapenrock är av mellanblått kläde och har två knapprader om sex (för officerare sju) knappar vardera samt är försedd med en ståndkrage. Kragen samt ärmuppslagen är försedda med ett knapphål med en silver- respektive vitt galon. På axlarna bars epåletter vilka var silverfärgade för officerare och underofficerare samt vita för manskap. Dessa är försedda med konungens (då Oscar I) namnchiffer.

## Användning
Denna uniform bars enbart av Livgardet till häst (K 1). Den ersattes med vapenrock m/1879 och är mycket lik den för Jämtlands hästjägarkår (K 8) framtagna vapenrock m/1856. 

## Fotografier

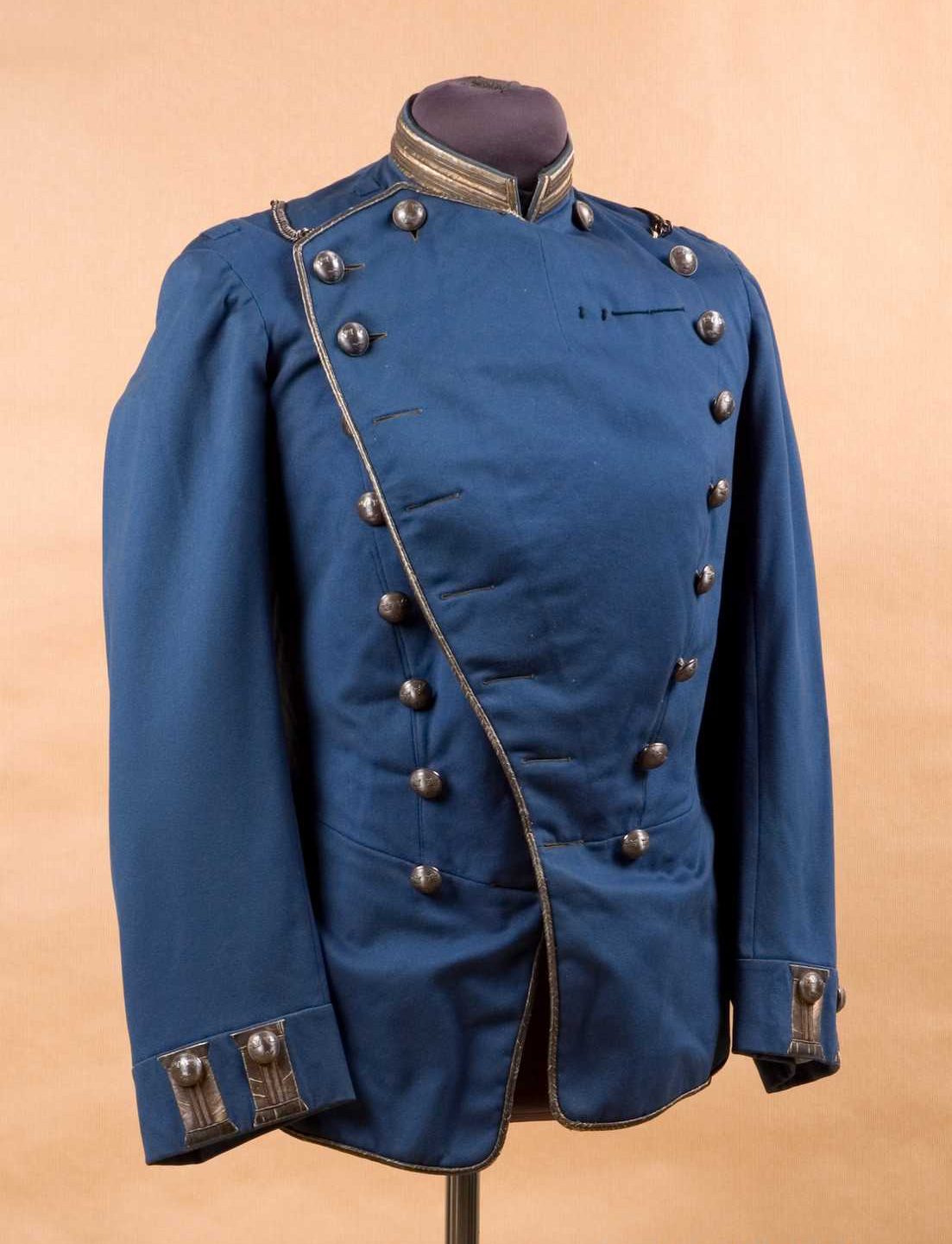
Vapenrock m/1852 för officer vid Livgardet till häst.